# پارادرو
پارادرو (به اسپانیایی: Paradero) یک منطقهٔ مسکونی در بولیوی است که در استان یرمان بوش واقع شده‌است. پارادرو ۲٬۰۲۲ نفر جمعیت دارد.